# Кульман, Карл
Карл Кульман (нем. Carl Culmann; 10 июля 1821, Бергцаберн, Бавария — 9 декабря 1881, Цюрих, Швейцария) — инженер и математик, основатель графической статики.
Учился в Политехнической школе в Карлсруэ, затем занимался постройками железных дорог в Бадене, с 1849 по 1852 с научной целью путешествовал по Франции, Англии и Северной Америке, после чего составил обширный обзор английских и американских мостов, который оказал большое влияние на развитие мостостроения в Германии. После организации в Цюрихе Политехникума был приглашен туда профессором, кем и пробыл до самой смерти.
Основной его научный труд Die graphische Statik вышел в Цюрихе двумя изданиями в 1866 и 1875 годах.
В некоторых русскоязычных источниках ошибочно утверждается, что Карл Кульман изобрёл чертёжный прибор кульман.